# Louis de Buade de Frontenac
Louis de Buade, Conde de Frontenac e de Palluau (Saint-Germain-en-Laye, 22 de maio de 1662 — Québec, 28 de novembro de 1698) foi um cortesão francês e o governador-geral da Nova França, de 1672 até 1682 e de 1689 até sua morte. Ele estabeleceu fortalezas nos Grandes Lagos e envolveu-se em uma série de batalhas contra os ingleses e contra os iroqueses.
Em 1678, Louis de Buade de Frontenac sugeriu o castor como um emblema da colônia e propôs a sua inclusão no brasão de armas de Quebec.
Louis de Buade, o Conde de Frontenac foi descrito como uma das mais turbulentas e influentes figuras na história do Canadá, notavelmente liderando a arquitetura francesa na América do Norte e defendendo a região da “Nova França” contra ataques dos Iroquois e as Colônias Inglesas.
Ele nasceu em uma nobre família francesa, na acolhedora região de Périgord, onde recebeu uma excelente educação. No tempo em que era adolescente, serviu ao Exército Francês. Contudo, aos 24 anos de idade, em uma batalha no continente Europeu, ele foi gravemente ferido em seu braço direito, que o fez ficar aleijado pelo resto de sua vida.
Excessivamente vaidoso, Frontenac viveu além de seu tempo e era tido como grande esbanjador, de gostos caros. Ele era propenso com tudo que fosse digno de elogio. Discussões, aparentemente eram facilmente transformadas em brigas. Como resultado do seu estilo de vida extravagante, ele tornou-se sobrecarregado com dívidas, sendo forçado a abandonar o seu posto de Coronel para pagar uma parte do que devia.
Em 1648, ele se casou secretamente com Anne de La Grange. O sogro de Frontenac colocou todos os obstáculos no caminho do casamento, até mesmo encarcerou sua filha em um convento para preservá-la. Quando ele finalmente percebeu que o casamento iria partir para a clandestinidade, ele a deserdou, em um enredo legal, prevenindo-a de obter heranças da fazenda da sua mãe.
O cortesão francês tornou-se praticamente intocável como Governador Geral da Nova França a partir de 1672. Ocupando essa posição, se viu obrigado a realizar encontros, não tanto por sua escolha, mas por causa da persistência dos credores franceses que o seguiram por toda vida.  A carreira de Frontenac em Quebec, interessantemente, foi turbulenta e digna de nota como deveria. Devido às reclamações daqueles que trabalhavam com ele, foi chamado de volta à França em 1682.
Após muitos anos de conflitos menores ao longo dos territórios da França e da Inglaterra, os iroqueses e os ingleses invadiram a base das colônias francesas na América do Norte em 1689, obrigando o Rei Louis XIV a renomear o único homem que ele tinha que poderia lidar com os desafios que surgiam na Nova França. Toda a população do país saudou-o como libertador.
Frontenac retornou à Quebec em Abril de 1689 como Governador, mais uma vez. Nove anos depois, com 78 anos e saúde debilitada, Frontenac morreu.